# Юнацька збірна Гвінеї з футболу (U-17)
Юнацька збірна Гвінеї з футболу (U-17) — національна футбольна збірна Гвінеї, що складається із гравців віком до 17 років. Керівництво командою здійснює Гвінейська федерація футболу.
Головним континентальним турніром для команди є Юнацький (U-17) чемпіонат Африки з футболу, успішний виступ на якому дозволяє отримати путівку на Чемпіонат світу (U-17). Також може брати участь у товариських і регіональних змаганнях. Протягом 1980-х років функціонувала у форматі U-16.

## Виступи на міжнародних турнірах

### Чемпіонат світу (U-17)
| Статистика чемпіонатів світу (U-17) | Статистика чемпіонатів світу (U-17) | Статистика чемпіонатів світу (U-17) | Статистика чемпіонатів світу (U-17) | Статистика чемпіонатів світу (U-17) | Статистика чемпіонатів світу (U-17) | Статистика чемпіонатів світу (U-17) | Статистика чемпіонатів світу (U-17) | Статистика чемпіонатів світу (U-17) |
| Господар/Рік                        | Раунд                               | І                                   | В                                   | Н                                   | П                                   | Г+                                  | Г-                                  |                                     |
| ----------------------------------- | ----------------------------------- | ----------------------------------- | ----------------------------------- | ----------------------------------- | ----------------------------------- | ----------------------------------- | ----------------------------------- | ----------------------------------- |
| 1985                                | четверте місце                      | 6                                   | 3                                   | 0                                   | 3                                   | 7                                   | 7                                   |                                     |
| 1987                                | не кваліфікувалася                  | не кваліфікувалася                  | не кваліфікувалася                  | не кваліфікувалася                  | не кваліфікувалася                  | не кваліфікувалася                  | не кваліфікувалася                  |                                     |
| 1989                                | груповий етап                       | 3                                   | 0                                   | 3                                   | 0                                   | 4                                   | 4                                   |                                     |
| 1991                                | не кваліфікувалася                  | не кваліфікувалася                  | не кваліфікувалася                  | не кваліфікувалася                  | не кваліфікувалася                  | не кваліфікувалася                  | не кваліфікувалася                  |                                     |
| 1993                                | не брала участь                     | не брала участь                     | не брала участь                     | не брала участь                     | не брала участь                     | не брала участь                     | не брала участь                     |                                     |
| 1995                                | груповий етап                       | 3                                   | 1                                   | 0                                   | 2                                   | 3                                   | 6                                   |                                     |
| 1997                                | не кваліфікувалася                  | не кваліфікувалася                  | не кваліфікувалася                  | не кваліфікувалася                  | не кваліфікувалася                  | не кваліфікувалася                  | не кваліфікувалася                  |                                     |
| 1999                                | не кваліфікувалася                  | не кваліфікувалася                  | не кваліфікувалася                  | не кваліфікувалася                  | не кваліфікувалася                  | не кваліфікувалася                  | не кваліфікувалася                  |                                     |
| 2001                                | дискваліфікована                    | дискваліфікована                    | дискваліфікована                    | дискваліфікована                    | дискваліфікована                    | дискваліфікована                    | дискваліфікована                    |                                     |
| 2003                                | не кваліфікувалася                  | не кваліфікувалася                  | не кваліфікувалася                  | не кваліфікувалася                  | не кваліфікувалася                  | не кваліфікувалася                  | не кваліфікувалася                  |                                     |
| 2005                                | не кваліфікувалася                  | не кваліфікувалася                  | не кваліфікувалася                  | не кваліфікувалася                  | не кваліфікувалася                  | не кваліфікувалася                  | не кваліфікувалася                  |                                     |
| 2007                                | не кваліфікувалася                  | не кваліфікувалася                  | не кваліфікувалася                  | не кваліфікувалася                  | не кваліфікувалася                  | не кваліфікувалася                  | не кваліфікувалася                  |                                     |
| 2009                                | не кваліфікувалася                  | не кваліфікувалася                  | не кваліфікувалася                  | не кваліфікувалася                  | не кваліфікувалася                  | не кваліфікувалася                  | не кваліфікувалася                  |                                     |
| 2011                                | не кваліфікувалася                  | не кваліфікувалася                  | не кваліфікувалася                  | не кваліфікувалася                  | не кваліфікувалася                  | не кваліфікувалася                  | не кваліфікувалася                  |                                     |
| 2013                                | не кваліфікувалася                  | не кваліфікувалася                  | не кваліфікувалася                  | не кваліфікувалася                  | не кваліфікувалася                  | не кваліфікувалася                  | не кваліфікувалася                  |                                     |
| 2015                                | груповий етап                       | 3                                   | 0                                   | 1                                   | 2                                   | 2                                   | 5                                   |                                     |
| 2017                                | груповий етап                       | 3                                   | 0                                   | 1                                   | 2                                   | 4                                   | 8                                   |                                     |
| 2019                                | дискваліфікована                    | дискваліфікована                    | дискваліфікована                    | дискваліфікована                    | дискваліфікована                    | дискваліфікована                    | дискваліфікована                    |                                     |
| 2021                                | не визначено                        | не визначено                        | не визначено                        | не визначено                        | не визначено                        | не визначено                        | не визначено                        |                                     |
| Усього                              | четверте місце                      | 18                                  | 4                                   | 5                                   | 9                                   | 20                                  | 30                                  |                                     |

### Відбіркові турніри на чемпіонат світу
| Статистика відборів на чемпіонати світу (U-17) | Статистика відборів на чемпіонати світу (U-17) | Статистика відборів на чемпіонати світу (U-17) | Статистика відборів на чемпіонати світу (U-17) | Статистика відборів на чемпіонати світу (U-17) | Статистика відборів на чемпіонати світу (U-17) | Статистика відборів на чемпіонати світу (U-17) | Статистика відборів на чемпіонати світу (U-17) | Статистика відборів на чемпіонати світу (U-17) |
| Виступи: 4                                     | Виступи: 4                                     | Виступи: 4                                     | Виступи: 4                                     | Виступи: 4                                     | Виступи: 4                                     | Виступи: 4                                     | Виступи: 4                                     | Виступи: 4                                     |
| Рік                                            | Раунд                                          | Місце                                          | І                                              | В                                              | Н                                              | П                                              | Г+                                             | Г-                                             |
| ---------------------------------------------- | ---------------------------------------------- | ---------------------------------------------- | ---------------------------------------------- | ---------------------------------------------- | ---------------------------------------------- | ---------------------------------------------- | ---------------------------------------------- | ---------------------------------------------- |
| 1985                                           | другий раунд                                   |                                                | 4                                              | 2                                              | 2                                              | 0                                              | 5                                              | 2                                              |
| 1987                                           | третій раунд                                   |                                                | 4                                              | 2                                              | 1                                              | 1                                              | 3                                              | 4                                              |
| 1989                                           | третій раунд                                   |                                                | 6                                              | 4                                              | 0                                              | 2                                              | 9                                              | 3                                              |
| 1991                                           | третій раунд                                   |                                                | 4                                              | 1                                              | 2                                              | 1                                              | 1                                              | 3                                              |
| 1993                                           | не брала участь                                | не брала участь                                | не брала участь                                | не брала участь                                | не брала участь                                | не брала участь                                | не брала участь                                | не брала участь                                |
| Усього                                         | 4/5                                            | третій раунд                                   | 6                                              | 3                                              | 1                                              | 2                                              | 12                                             | 4                                              |

### Юнацький чемпіонат Африки
| Юнацький (U-17) чемпіонат Африки | Юнацький (U-17) чемпіонат Африки | Юнацький (U-17) чемпіонат Африки | Юнацький (U-17) чемпіонат Африки | Юнацький (U-17) чемпіонат Африки | Юнацький (U-17) чемпіонат Африки | Юнацький (U-17) чемпіонат Африки | Юнацький (U-17) чемпіонат Африки | Юнацький (U-17) чемпіонат Африки |
| Господар/Рік                     | Раунд                            | І                                | В                                | Н                                | П                                | Г+                               | Г-                               |                                  |
| -------------------------------- | -------------------------------- | -------------------------------- | -------------------------------- | -------------------------------- | -------------------------------- | -------------------------------- | -------------------------------- | -------------------------------- |
| 1995                             | третє місце                      | 5                                | 2                                | 1                                | 2                                | 6                                | 8                                |                                  |
| 1997                             | не кваліфікувалася               | не кваліфікувалася               | не кваліфікувалася               | не кваліфікувалася               | не кваліфікувалася               | не кваліфікувалася               | не кваліфікувалася               |                                  |
| 1999                             | груповий етап                    | 3                                | 1                                | 1                                | 1                                | 6                                | 3                                |                                  |
| 2001                             | дискваліфікована                 | дискваліфікована                 | дискваліфікована                 | дискваліфікована                 | дискваліфікована                 | дискваліфікована                 | дискваліфікована                 |                                  |
| 2003                             | груповий етап                    | 3                                | 1                                | 1                                | 1                                | 9                                | 4                                |                                  |
| 2005                             | не кваліфікувалася               | не кваліфікувалася               | не кваліфікувалася               | не кваліфікувалася               | не кваліфікувалася               | не кваліфікувалася               | не кваліфікувалася               |                                  |
| 2007                             | не кваліфікувалася               | не кваліфікувалася               | не кваліфікувалася               | не кваліфікувалася               | не кваліфікувалася               | не кваліфікувалася               | не кваліфікувалася               |                                  |
| 2009                             | груповий етап                    | 3                                | 0                                | 1                                | 2                                | 0                                | 2                                |                                  |
| 2011                             | не кваліфікувалася               | не кваліфікувалася               | не кваліфікувалася               | не кваліфікувалася               | не кваліфікувалася               | не кваліфікувалася               | не кваліфікувалася               |                                  |
| 2013                             | не кваліфікувалася               | не кваліфікувалася               | не кваліфікувалася               | не кваліфікувалася               | не кваліфікувалася               | не кваліфікувалася               | не кваліфікувалася               |                                  |
| 2015                             | третє місце                      | 5                                | 2                                | 1                                | 2                                | 7                                | 6                                |                                  |
| 2017                             | третє місце                      | 5                                | 2                                | 3                                | 0                                | 9                                | 3                                |                                  |
| 2019                             | віце-чемпіон                     | 5                                | 3                                | 0                                | 2                                | 6                                | 6                                |                                  |
| Усього                           | віце-чемпіон                     | 29                               | 11                               | 8                                | 10                               | 33                               | 32                               |                                  |

## Титули і досягнення
- Юнацький (U-17) чемпіонат Африки
  - Срібний призер (1): 2019
  - Бронзовий призер (3): 1995, 2015 та 2017
- Чемпіонат світу (U-17):
  - Четверте місце (1): 1985